# Heinz Binder
Heinz Binder (Bécs, 1943. január 29. – Innsbruck, 2024. április 28.) válogatott osztrák labdarúgó, hátvéd.

## Pályafutása

### Klubcsapatban
1963-ig az SC Elektra, 1963 és 1967 között az Austria Wien, 1967 és 1972 között a Wacker Innsbruck, 1972 és 1975 között a DSV Leoben labdarúgója volt. 1975 és 1977 között a Grazer AK csapatában fejezte be az aktív játékot. Az Austriával egy osztrákkupa-győzelmet, a Wackerral két osztrák bajnoki címet és egy kupagyőzelmet ért el.

### A válogatottban
1964 és 1966 között kilenc alkalommal szerepelt az osztrák válogatottban.

### Edzőként
1983–84-ben a Wacker Innsbruck, 1985–86-ban a DSV Leoben, 1990-ben a Grazer AK, 2001-ben ismét a Wacker Innsbruck vezetőedzője volt.

## Sikerei, díjai
Austria Wien
- Osztrák kupa
  - győztes: 1967

 Wacker Innsbruck
- Osztrák bajnokság
  - bajnok (2): 1970–71, 1971–72
- Osztrák kupa
  - győztes: 1970

## Statisztika

### Mérkőzései az osztrák válogatottban
| Ausztria | Ausztria             | Ausztria                        | Ausztria      | Ausztria | Ausztria     | Ausztria     | Ausztria | Ausztria |
| #        | Dátum                | Helyszín                        | Hazai         | Eredmény | Vendég       | Kiírás       | Gólok    | Esemény  |
| -------- | -------------------- | ------------------------------- | ------------- | -------- | ------------ | ------------ | -------- | -------- |
| 1.       | 1964. szeptember 27. | Bécs, Práter-stadion            | Ausztria      | 3 – 2    | Jugoszlávia  | barátságos   | -        |          |
| 2.       | 1965. március 24.    | Párizs, Parc des Princes        | Franciaország | 1 – 2    | Ausztria     | barátságos   | -        |          |
| 3.       | 1965. május 16.      | Moszkva, Központi Lenin Stadion | Szovjetunió   | 0 – 0    | Ausztria     | barátságos   | -        |          |
| 4.       | 1965. június 13.     | Bécs, Práter-stadion            | Ausztria      | 0 – 1    | Magyarország | vb-selejtező | -        |          |
| 5.       | 1965. szeptember 5.  | Budapest, Népstadion            | Magyarország  | 3 – 0    | Ausztria     | vb-selejtező | -        |          |
| 6.       | 1965. október 9.     | Stuttgart, Neckarstadion        | NSZK          | 4 – 1    | Ausztria     | barátságos   | -        |          |
| 7.       | 1966. április 24.    | Bécs, Práter-stadion            | Ausztria      | 0 – 1    | Szovjetunió  | barátságos   | -        |          |
| 8.       | 1966. szeptember 18. | Bécs, Práter Stadion            | Ausztria      | 2 – 1    | Hollandia    | barátságos   | -        |          |
| 9.       | 1966. október 2.     | Helsinki, Olimpiai Stadion      | Finnország    | 0 – 0    | Ausztria     | Eb-selejtező | -        |          |
|          | Összesen             |                                 |               | 9        | mérkőzés     |              | 0        | gól      |